# 고백 복음주의 연맹
고백적 복음주의 연맹(Alliance of Confessing Evangelicals) 또는 신앙고백적 복음주의자 연합은 복음주의가 대체로 참된 기독교 복음의 근본을 망각했다고 간주하고, 프로테스탄트 교회의 소명에 헌신하고, 개혁주의에 소명의식을 가지고 프로테스탄트 종교 개혁의 원리로 돌아가고자하는 기독교인들의 조직체이다. 신학적으로는 칼뱅주의와 프로테스탄트 종교개혁의 전통적인 교리를 증진하려고 한다. 1994년 필라델피아의 제임스 몽고메리 보이스가 목회하는 십장로교회에서 시작되었고 후에 1996년 4월 17일에서 20일에 케임브리지 (매사추세츠주)에서 연맹이 모여서 캠브리지 선언을 발표하였다. 서명자는 R. C. 스프롤, 데이비드 F. 웰즈, 그리고 마이클 호턴이었다.

## 개요
1996년 4월 20일에 영국의 케임브리지에서 모여서 만든 개혁신학을 따르는 복음주의자들의 연합 모임이다. 이 연합모임에서는 종교개혁의 가르침으로 돌아가자는 선언을 하였고, 출판, 집회등의 여러 통로를 통하여 개혁주의신학을 전파하기로 다짐하였다.
이 모임에 대한 초안은 제임스 몽고메리 보이스목사로 1994년 그의 라디오 프로그램에서 출발하였으며, R. C. 스프롤, 마이클 호턴, 데이비드 F. 웰즈등이 연합 선언문에 서명하였다.

## 주요 내용
주요 내용은 다음과 같다.
- 제1명제: 우리는 무오한 성경이 기록된 신적 계시의 유일한 근원임을 다시 한 번 확인한다. 오직 성경만이 양심을 구속할 수 있다. 오직 성경만이 우리가 죄로부터 구원 받는데 필요한 모든 것을 가르치며, 모든 그리스도인의 행동은 오직 성경으로 판단 받아야 한다.우리는 어떤 신조나 공의회나 개인이 그리스도인의 양심을 구속할 수 있음을 부인한다. 성령이 성경에 진술된 것에 무관하게, 혹은 반하여 말씀하신다거나 개인의 영적 경험이 계시의 수단일 수 있다는 것을 부인한다.
- 제2명제: 우리는 우리의 구원이 오직 역사적인 그리스도의 중보 사역에 의해 성취됨을 다시 한 번 확인한다. 그분의 죄 없는 삶과 오직 대속적인 속죄만이 우리의 칭의와 성부와의 화해를 가져올 수 있다.만일 그리스도의 대속사역이 선언되지 않고, 그리스도와 그의 사역에 대한 믿음이 요청되지 않는다면 그것은 복음이 선포된 것이 아니다.
- 제3명제: 우리는 구원이 오직 하나님의 은혜에 의해 그의 진노로부터 구출되는 것임을 다시 한 번 확인한다. 우리를 죄의 속박에서 해방시키고 영적 죽음에서 영적 생명으로 일으켜 그리스도께 인도하는 것은 성령님의 초자연적 역사이다. 우리는 구원이 어떤 의미에서건 사람의 일이라는 것을 부정한다. 사람의 수단, 기술 혹은 전략은 그 자체로는 이 변화를 일으킬 수 없다. 우리의 중생하지 않은 본성에서는 믿음이 나오지 않는다.
- 제4명제: 우리는 칭의가 오직 그리스도 때문에 오직 은혜로 말미암아 오직 믿음을 통해 이루어짐을 다시 한 번 확인한다. 유일하게 하나님의 완전한 공의를 만족시킬 수 있는 그리스도의 의가 칭의시에 우리에게 전가된다.우리는 칭의가 우리 안에서 발견되는 어떤 공로나 우리 안에 그리스도의 의가 주입되는 것에 근거한다는 말을 부정한다. 또한 스스로를 교회라고 주장하면서도 오직 믿음을 부정하거나 정죄하는 기관이 합당한 교회로 인정될 수 있다는 말을 부정한다.
- 제5명제: 우리는 구원이 하나님의 것이며 하나님에 의해 성취되기 때문에 그것이 하나님의 영광을 위한 일이며, 우리는 언제나 그를 영화롭게 해야 한다는 사실을 다시 한 번 확인한다. 우리는 우리의 모든 삶을 하나님 앞에서, 하나님의 권위 아래, 오직 그의 영광을 위해 살아야 한다.우리는 예배를 엔터테인먼트와 혼동하거나, 설교에서 율법이나 복음을 무시하거나, 자기개발, 자존감, 자아실현이 복음의 대안이 되도록 허락하면서도 합당하게 하나님을 영화롭게 할 수 있다는 말을 부정한다.

## 서명자 명단
- 존 암스트롱 (Dr. John Armstrong)
- 앨리스터 벡 (The Rev. Alistair Begg)
- 제임스 몽고메리 보이스 (Dr. James M. Boice)
- 로버트 조프리 (Dr. W. Robert Godfrey)
- 존 D. 해나 (Dr. John D. Hannah)
- 마이클 호턴 (신학자) (Dr. Michael S. Horton)
- 로즈메리 젠슨 (Mrs. Rosemary Jensen)
- R. 알버트 몰러 (Dr. R. Albert Mohler, Jr.)
- 로버트 M. 노리스 (Dr. Robert M. Norris)
- R. C. 스프룰 (Dr. R.C. Sproul)
- 진 에드워드 비스 (Dr. Gene Edward Veith)
- 데이비드 F. 웰즈 (Dr. David Wells)
- 루더 위틀록 (Dr. Luder Whitlock)
- J. A. O. 프레우스 3세 (Dr. J.A.O. Preus, III)